# Mummenscheid
Mummenscheid, im 19. Jahrhundert auch Paffrathscheid genannt, ist ein Gehöft im Solinger Stadtteil Wald.

## Geographie
Mummenscheid liegt im Süden Walds auf einer kleinen Hochfläche im Norden des Lochbachs, der südlich von Wald durch das gleichnamige Tal fließt und bei Ohligs in die Itter mündet. Der Ort befindet sich in einer Kurve der auf einem Damm verlaufenden Zeppelinstraße und ist über zwei Stichstraßen von der Zeppelinstraße aus zugänglich. Südlich beziehungsweise südöstlich von Mummenscheid liegt die Wüstung Dorpskotten, sowie die Orte Scheider Mühle, Dültgenstal, Büschberg und Kleinenberg. Auf dem südlich des Lochbachs gelegenen Höhenrücken befinden sich Höhe und Dingshaus. Im Westen befindet sich der evangelische Friedhof Wiedenkamper Straße. Nördlich liegen der Walder Ortskern sowie in nordöstlicher Richtung der Walder Stadtpark und Scheiderfeld.

## Etymologie
Das Walder Scheid oder Scheidt war ein Waldgelände im Grenzgebiet zum Kirchspiel Solingen. Es umfasste die Höfe Oben- und Untenscheidt, sowie Scheiderfeld, Mummenscheid, die Scheider Mühle und auch die Ortslage Scheiderirlen.:56f.Der Namensbestandteil Scheid ist ein in vielen Regionen vorkommender Flurname, siehe hierzu auch: -scheid. Seine Herkunft ist wahrscheinlich auf scheiden, Scheide = Grenze zurückzuführen. Neben einer Gemarkungsgrenze kann im Falle Mummenscheidts auch eine Wasserscheide gemeint sein.
Das Bestimmungswort Mumm- geht auf den Namen der niederrheinischen Adelsfamilie Mumm von Schwarzenstein zurück. Ab dem Jahre 1690 wohnte Friedrich Anton von Mum zu Scheid, dessen Familienname später auf den Hof überging. Im 19. Jahrhundert ging der Hof in den Besitz der Familie Paffrath über, so entstand kurzzeitig auch der Name Paffrathscheid, der sich jedoch nicht erhalten hat. Dem Solinger Zweig der Familie Mumm sind unter anderem berühmte Schwertschmiede entsprungen. Auch die Mummstraße in der Solinger Innenstadt trägt den Namen der Familie.

## Geschichte
Ab dem Spätmittelalter bis in das 19. Jahrhundert war Scheid Titularort der Honschaft Scheid, ein unterer Verwaltungsbezirk des Kirchspiels Wald innerhalb des bergischen Amtes Solingen. Mummenscheid gehörte von Beginn an dieser Honschaft an. Einigen Quellen zufolge kann die Geschichte Mummenscheids als freiadeliges Gut bis in die erste Hälfte des 15. Jahrhunderts zurückverfolgt werden. Es wurde ab dem Jahre 1690 von Friedrich Anton von Mum bewohnt, der Obervogt der Solinger Handwerke war.
In dem Kartenwerk Topographia Ducatus Montani, Blatt Amt Solingen, von Erich Philipp Ploennies aus dem Jahre 1715 ist der Ort als Rittersitz verzeichnet und als M.Scheid benannt. Die Topographische Aufnahme der Rheinlande von 1824 verzeichnet den Ort als Tangenscheid und die Preußische Uraufnahme von 1844 als Paffrathscheid. In der Topographischen Karte des Regierungsbezirks Düsseldorf von 1871 ist der Ort ebenso als Paffrathscheid verzeichnet.
Nach Gründung der Mairien und späteren Bürgermeistereien Anfang des 19. Jahrhunderts gehörte Mummenscheid zur Bürgermeisterei Wald, dort lag er in der Flur V. Wald. 1815/16 lebten 12, im Jahr 1830 13 Menschen im als Weiler bezeichneten Mummscheid. 1832 war der Ort Teil der Zweiten Dorfhonschaft innerhalb der Bürgermeisterei Wald. Der nach der Statistik und Topographie des Regierungsbezirks Düsseldorf als Hofstadt kategorisierte Ort besaß zu dieser Zeit zwei Wohnhäuser und vier landwirtschaftliche Gebäude. Zu dieser Zeit lebten 29 Einwohner im Ort, davon sieben katholischen und 21 evangelischen Bekenntnisses. Die Gemeinde- und Gutbezirksstatistik der Rheinprovinz führt den Ort 1871 mit neun Wohnhäusern und 49 Einwohnern auf. Im Gemeindelexikon für die Provinz Rheinland von 1888 werden für Mummenscheidt acht Wohnhäuser mit 51 Einwohnern angegeben. 1895 besitzt der Ortsteil sieben Wohnhäuser mit 46 Einwohnern, 1905 werden drei Wohnhäuser und 49 Einwohner angegeben.

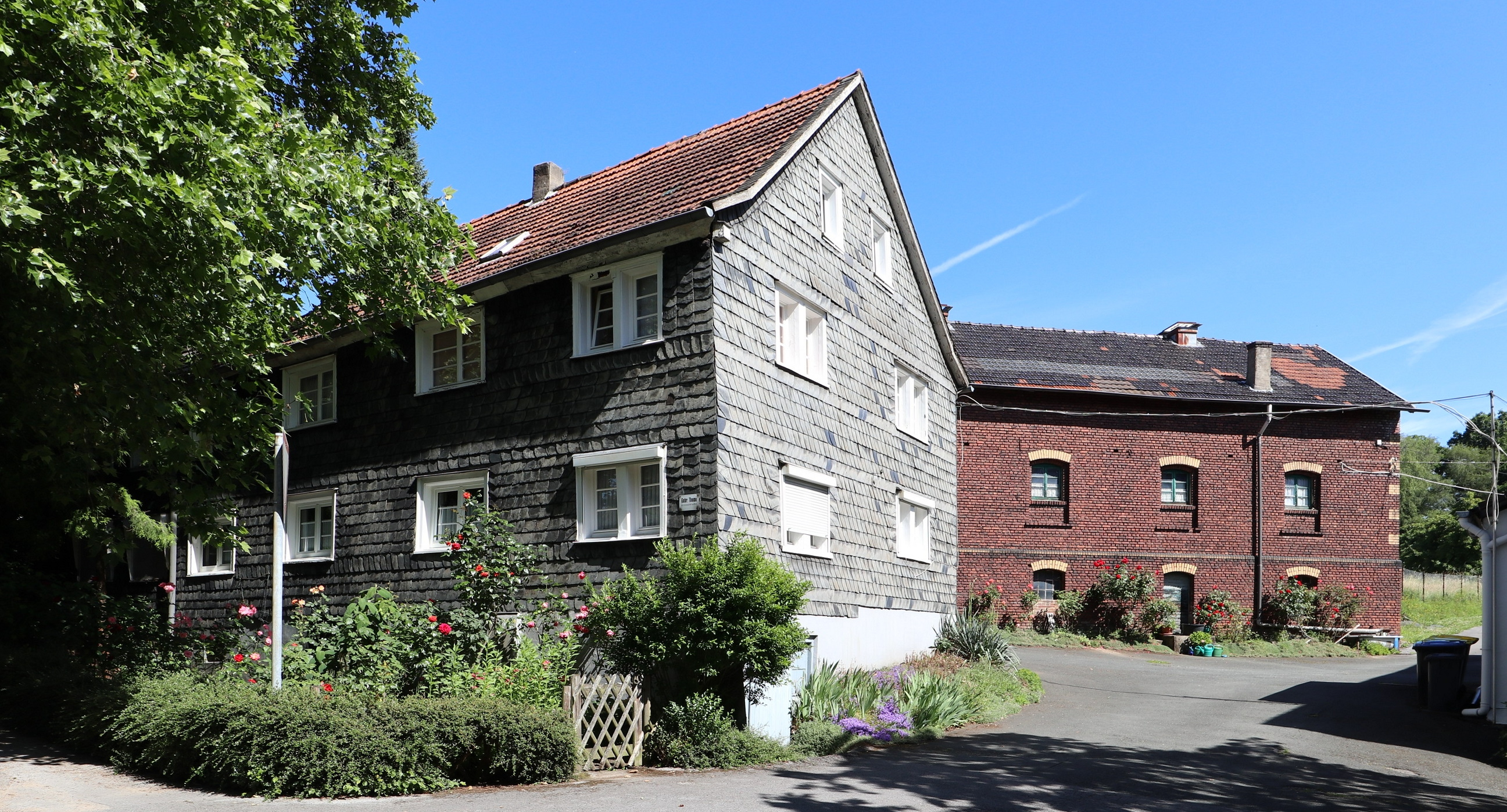
Hofgebäude an der Zeppelinstraße

Mit dem Ziel, die Stadt Wald besser an die Stadt Solingen anzubinden, entstand im Jahre 1912 die auf einem Damm angelegte Zeppelinstraße, benannt nach dem Luftschiffkonstrukteur Ferdinand von Zeppelin, die das unwegsame Lochbachtal an Mummenscheid vorbei durchquerte. Mit der Städtevereinigung zu Groß-Solingen im Jahre 1929 wurde Mummenscheid ein Ortsteil Solingens. Bis in die Nachkriegszeit wurden die Hofgebäude Mummenscheids noch landwirtschaftlich genutzt. Seit dem Jahre 1985 steht die gesamte Hofanlage in Fachwerkbauweise mit der Adresse Mummenscheid 4, 5, 6, 8 unter Denkmalschutz, sie dient heute Wohnzwecken.